# Mustafa Husajni
Mustafa Husajni (ur. 5 marca 1997) – afgański zapaśnik walczący w stylu klasycznym. Brązowy medalista halowych igrzysk azjatyckich w 2017 roku.